# Liste der Bodendenkmale in Falkenstein/Harz
In der Liste der Bodendenkmale in Falkenstein/Harz sind alle Bodendenkmale der Gemeinde Falkenstein/Harz und ihrer Ortsteile aufgelistet. Grundlage ist die Veröffentlichung der Landesdenkmalliste mit Stand vom 25. Februar 2016.  Die Baudenkmale sind in der Liste der Kulturdenkmale in Falkenstein/Harz aufgeführt.
| Denkmal-ID | Fundart            | Ortsteil  | Bezeichnung                   | Zeitstellung          | Lage                                                                      | Bemerkungen | Bild                  |
| ---------- | ------------------ | --------- | ----------------------------- | --------------------- | ------------------------------------------------------------------------- | --- | --------------------- |
| 428300379  | besonderer Stein   | Ermsleben | Nagelstein                    | Mittelalter           | im Ortsteil Sinsleben, vor der St.-Andreas-Kirche (Lage)                  | Als Nagelstein erkennbar, da besonders an seiner Westseite eingetriebene Nägel und Löcher zu finden sind. Dieser Nagelstein liegt neben der Andreaskirche in Sinsleben.                                                                                           | weitere Bilder:       |
| 428300366  | besonderer Stein   | Ermsleben | Nagelstein                    | Neolithikum           | Marktplatz, am Rathaus (Lage)                                             | Der Nagelstein steht seit 2005 am Rathaus an der Westseite auf gemauerten Sockel. Der Stein war ehemals ein Bismarckdenkmal (1902–1950) und stand zwischen altem Schloss und der Kirche. Unterhalb war er schon mal gebrochen.                                    |                       |
| 428300365  | Befestigung > Wall | Ermsleben | Landwehr „Landgraben“         | Mittelalter           | 2,2 km südwestlich vom Ort, längs zur Gemarkungsgrenze zu Meisdorf (Lage) | Ein bis zu 4 m breiter Landwehrgraben sperrt die Aue- und Ackerhochflur vom Waldhang bis zur Selke hinunter auf einer Länge von 750 m ab. |                       |
| 428300364  | Befestigung > Burg | Ermsleben | Burgwall „Klapperberg“        | Mittelalter           | westlicher Ortsrand (Lage)                                                | Burgplateau modern überbaut | weitere Bilder:       |
| 428300363  | Befestigung > Burg | Ermsleben | Spornburg „Konradsburg“       | Mittelalter           | 1,5 km südlich vom Ort (Lage)                                             | durch Klosteranlage des 12. Jh. und Gutsbauten des 18.–19. Jh. verändert, östlich ist Burganlage durch Doppelgraben gesichert, Süd-West und nördlich durch Steilhänge                                                                                             |                       |
| 428300375  | Befestigung > Burg | Meisdorf  | Spornburg Ackeburg            | Mittelalter           | 3,5 km südwestlich vom Ort (Lage)                                         | Großes Plateau nördlich über der Selke, gegenüber der Burg Falkenstein. | Wall bei der Ackeburg |
| 428300376  | Befestigung > Burg | Meisdorf  | Spornburg am steilen Stieg    | Mittelalter           | 4,5 km südwestlich vom Ort (Lage)                                         | kleine Burganlage auf natürlicher topographischer Anhöhe (runder Berg am Ende eines langgezogenen Bergrückens) |                       |
| 428300374  | Befestigung > Burg | Meisdorf  | Spornburg „Goldberg“          | Bronzezeit            | 1,0 km südlich vom Ort (Lage)                                             | Langgezogener Bergrücken mit doppeltem Wall-Graben-System im Südosten. Die Wälle sind ca. 1 bis 1,5 m hoch erhalten, die vorgelagerten Gräben sehr flach. Der Nordwest Sporn wird durch einen weiteren Halsgraben separiert. Viele Grenzsteine um den Berg herum. |                       |
| 428300377  | Wüstung            | Meisdorf  | Befestigte Wüstung „Wertheim“ | Mittelalter           | 0,2 km südwestlich vom Ort (Lage)                                         | Spornlage durch Wallzüge geschützt, davor Hohlwege, wallartige Strukturen am ehesten im Norden zu erkennen |                       |
| 428300616  | Befestigung > Burg | Pansfelde | Burghügel „Steileklink“       | undatiert             | 1,2 km nordöstlich vom Ort (Lage)                                         | in sumpfiger Senke liegender ovaler Burghügel |                       |
| 428300617  | Wüstung            | Pansfelde | Wüstung „Steileklink“         | Mittelalter           | 2,0 km nordöstlich vom Ort (Lage)                                         | |                       |
| 428300614  | Befestigung > Burg | Pansfelde | Spornburg „Alter Falkenstein“ | undatiert             | 3,5 km nordwestlich vom Ort (Lage)                                        | |                       |
| 428300613  | Befestigung > Burg | Pansfelde | Spornburg „Falkenstein“       | Mittelalter           | 2,5 km nördlich vom Ort (Lage)                                            | Die mittelalterliche Burg mit romantischem Grundriss wird auf der Zugangsseite von mehreren Halsgräben gestützt. Sie gilt als eine der besterhaltenen mittelalterlichen Burganlagen und wird sowohl touristisch als auch museal genutzt.                          |                       |
| 428300612  | Befestigung        | Pansfelde | Spornburg „Bartenberg“        | Vorrömische Eisenzeit | 2,8 km nordwestlich vom Ort (Lage)                                        | |                       |
| 428300615  | Befestigung        | Pansfelde | Spornburg „Klusberg“          | 11. Jahrhundert       | 1,5 km östlich vom Ort (Lage)                                             | Im Gelände (NSG ‚Clusberg‘) befindet sich südlich ein stillgelegter Steinbruch (Diabasabbau), die Spornburg befand sich nördlich am höchsten Punkt des Berges. |                       |
| 428300629  | Befestigung > Burg | Wieserode | Talrandburg „Burgsberg“       | undatiert             | 2,0 km nördlich vom Ort (Lage)                                            | Straße Gartenhaus–Degenershausen–Neuplatendorf |                       |